# اختبار أنتربيرجر
اختبار أنتربيرجر أو اختبار انتربيرغر هو اختبارٌ طبي يُستخدم في طب الأنف والأذن والحنجرة للمساعدة في تقييم ما إذا كان المريض يعاني من مرضٍ دهليزي. لا تُوجد فائدةٌ له في اكتشاف اضطرابات التوازن المركزية (في الدماغ).

## الإجراء
يُطلب من المريض المشي في مكانٍ ما مع إغلاق عيونه.

### التفسير
إذا كان المريض يدور إلى جانبٍ واحد فإنه قد يكون لديه إصابةٌ في التيه العظمي في نفس الجانب، ولكن لا يجب استخدام هذا الاختبار لتشخيص الآفات دون تدعيم النتائج باختباراتٍ أُخرى.

## روابط خارجية
- اختبار خطوات أنتربيرجر - GPnotebook.co.uk